# Holton (Kansas)
Holton è un comune degli Stati Uniti d'America, situato nello Stato del Kansas, nella contea di Jackson, della quale è il capoluogo.